# Uromys boeadii
Uromys boeadii is een knaagdier uit het geslacht Uromys dat voorkomt op Biak, een eiland ten noordwesten van Nieuw-Guinea. Er is slechts één exemplaar bekend, een volwassen mannetje dat op 23 maart 1963 op 65 m hoogte 25 km ten noordoosten van Biak-Stad is gevangen. Het is de meest primitieve soort van het ondergeslacht Uromys; hij heeft geen nauwe verwanten.
Oppervlakkig lijkt hij het meeste op U. neobritannicus, maar U. boeadii heeft een bruine buik, met een witte vlek op de borst, terwijl U. neobritannicus een gele buik. Ook heeft U. boeadii geen gouden guard hairs en geen donkere oogring. De kop-romplengte bedraagt 255 mm, de staartlengte 235 mm, de achtervoetlengte 62 mm en de oorlengte 25 mm.